# Ezo
Ezo, monotipski rod crvenih algi iz porodice Lithophyllaceae. Jedina vrsta je morska alga E. epiyessoense uz obale Japana
E. epiyessoense je prazitska vrsta koja razvija osobiti organ, haustorij, kojim prodire u svoga domaćina, vrstu Lithophyllum yessoense, odakle crpi hranjive tvari. Obje vrste imaju jednoslojnu hipotalij kao slično spolno razmnožavanje, i pretpostavlja se da je adelfoparazit.